# Ron Keel

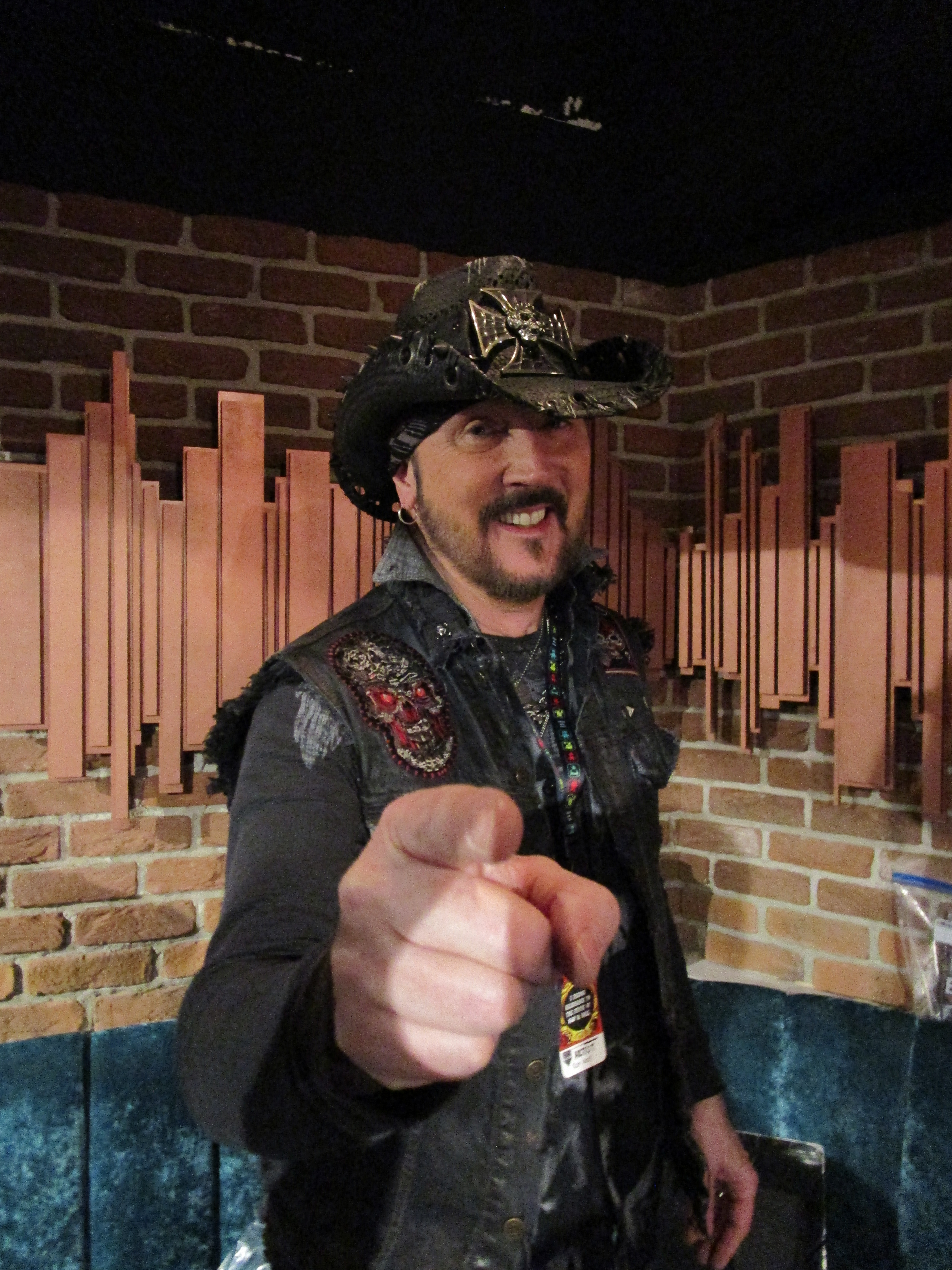
Ron Keel, 2019

Ron Keel (* 1961) ist ein US-amerikanischer Sänger. Er ist Gründungsmitglied der Heavy-Metal-Band Steeler. Seine größten Erfolge feierte er in den 1980er Jahren mit seiner nach ihm benannten Glam-Metal-Band Keel, die er nach der Auflösung von Steeler im Jahr 1984 gründete. Auf dem Keel-Album The Final Frontier, das von Kiss-Bassist Gene Simmons produziert wurde, sind einige namhafte amerikanische Rockmusiker wie Joan Jett und Gregg Giuffria (Keyboard) als Gastmusiker vertreten. Die erste Platte Lay Down the Law von Keel, die heute als Rarität gilt, wurde vom amerikanischen Gitarristenförderer Mike Varney produziert.

## Diskografie
mit Steeler
- 1983: Steeler

mit Keel
- siehe Keel#Diskografie